# タジク族
タジク族（タジクぞく、塔吉克族, 拼音: TǎjíkèZú）は、中華人民共和国の少数民族の1つで中国国内では唯一のイラン系民族である。
2000年の第5次全国人口普査統計ではタジク族の人口は4万1028人で、中華人民共和国政府が公認する56の民族の中では38番目に多い。

## 名称
民族名称のタジク人から。

## 歴史
1954年 新疆ウイグル自治区カシュガル地区にタシュクルガン・タジク自治県を設置。

## 使用言語
インド・ヨーロッパ語族インド・イラン語派パミール諸語に属するイラン語系のサリコル語やワヒー語を使用する。これらの言語は東イラン語群に属する言語であり、タジキスタンやアフガニスタンのタジク人が話すタジク語（西イラン語群に属するペルシア語）とは系統が異なる。自民族の文字は持たず、ウイグル式アラビア文字を借用している。ただし、タシュクルガン・タジク自治県以外の地区のタジク族はウイグル語を使用する。

## 自治区域

### 自治県
- 新疆ウイグル自治区
  - タシュクルガン・タジク自治県

### 民族郷
- アクト県
  - 塔爾タジク民族郷
- ポスカム県
  - 布依魯克タジク族郷（中国語版）
- ヤルカンド県
  - 孜熱甫夏提タジク族郷
- グマ県
  - 堖阿巴提タジク民族郷

## 脚註
1. ↑  “The Tajik Ethnic Group”.   中国網 (2005年6月21日). 2016年9月24日閲覧。